# أميبيات الحركة

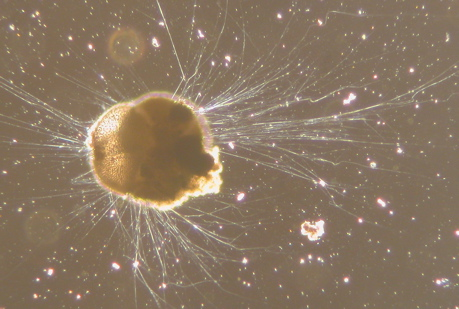
مثال عن متموريات الحركة (Ammonia tepida)

متموريات الحركة أو شبيهات الأميبا أو أميبيات الحركة أو طائفات ذوات الأقدام الكاذبة (بالإنجليزية: Amoeboid)‏ هي إحدى أشكال الحياة وحيدة الخلية تتميز بشكلها غير المنتظم.
متموريات الحركة أو باختصار الأميبا كثيرا ما يستخدمان من قبل علماء الأحياء بشكل متبادل، ويشير المصطلح خصوصا إلى الكائنات التي تتحرك باستخدام أرجل كاذبة.

## الانتشار
في كل مكان ولكن في الأخص الأماكن الاستوائية، من الهواء إلى الأرض الرطبة وحتى في المياه العذبة والمالحة.

## طريقة العدوى
من خلال الفم بعد التلوث من البراز.

## أعراض الإصابة
فترة الحضانة بين 1 ـ 4 أسابيع.
أكثر من 90٪ من الإصابات بدون أعراض ولكن في حال ظهورها فهي كالتالي:
الجهاز الهضمي: حمى وإرهاق، اسهال مخاطي مع مزيج دموي في بضع الأحيان، آلام عند الخروج إلى الحائض، احتمال تكرار الأعراض كبير.
خارج الجهاز الهضمي: غالبا مع حمى وفي أكثرمن 95٪ على شكل خراج في الكبد، ولكن نادرا في أعضاء أخرى كالجهاز العصبي ممكن.

## التشخيص
عن طريق المجهر(عينة من البراز) ، أو عن طريق تفاعل البوليميراز المتسلسل.
في حال إصابة الكبد: عن طريق التصوير المحوري الطبقي أو تخطيط الصدى الطبي.

## التشخيص التفاضلي
أمراض الإسهال الممزوجة بالدم، شيغيلا(بالإنجليزية: Shigella) ، يرسينيا القولون(بالإنجليزية: Yersinia enterocolitica) ، سلمونيلا(بالإنجليزية: Salmonella)
عطيفة صائمية (بالإنجليزية:Campylobacter jejuni) الإشريكية القولونية (الاسم العلمي: Escherichia coli)

## العلاج
ميترونيدازول (باللاتينية: metronidazole) بعد ذلك ب بارومومايسين (Paromomycin ) 
التأكد من كفائة العلاج عن طريق تكرار فحص البراز.

## المضاعفات
تضخم القولون السمي ، انفجار الخراج وخطر حصول التهاب البريتون.

## الوقاية
عن طريق تجنب تناول الخضار والفواكة الغير مغسولة جيدا.

## اقرأ ايضاً
- تغذية حيوانية